# 加瀬代助
加瀬 代助（かせ だいすけ、1857年8月5日（安政4年6月16日） - 1907年（明治40年）9月23日）は、東京生まれの教育者であり、東京物理学講習所（後の東京物理学校、現東京理科大学）の創立者の一人である。

## 経歴
1857年（安政4年）6月16日、江戸（現・東京）に生まれた。東京帝国大学を卒業した。1881年（明治14年）、東京物理学講習所の創立者の一人となる。